# Bruno Di Sano
Salvatore Disano, dit Bruno Di Sano, né le 14 octobre 1951 à Saint-Nicolas (province de Liège), est un auteur de bande dessinée belge. Il est notamment connu pour ses bandes dessinées érotico-humoristiques et ses collaborations avec Walthéry, dont son style est très inspiré.

## Biographie

### Les débuts
Bruno Di Sano naît le 14 octobre 1951 à Saint-Nicolas. Son père ne croyant pas une carrière possible dans la bande dessinée, le jeune Di Sano étudie pour devenir mécanicien automobile tout en étudiant le dessin en cours du soir. Bruno Di Sano commence sa carrière professionnelle comme mécanicien automobile. Tout en gérant son propre garage, il commence à suivre des cours de dessin par correspondance, puis la caricature et la publicité en suivant des cours du soir. Ses occupations font qu'il délaisse la bande dessinée. Il se marie, puis se remet au dessin.
Di Sano publie ses premières planches de bande dessinée en 1971 chez Aredit : Waterloo. Deux ans plus tard, il publie une histoire complète, Le Survivant dans le fanzine Buck de Thierry Groensteen. Il signe dans le magazine Renault Contact en 1974, le fanzine À Propos De en 1976-1977 et dans Spirou, une page en 1978. Il commence à illustrer des jeux chez A.L.I., ce qu'il fait pendant dix ans, il en crée ainsi 3 000 publiés dans le monde entier. À partir de 1979, Di Sano collabore avec Hachel sur 120 strips de Puppy et il crée aussi quelques pages publicitaires pour Bi-Fi en 1980.

### Carrière
Son premier album est publié par Michel Deligne en 1981. Il poursuit cette collaboration avec cet éditeur en en succédant à Jacques Géron sur la série Les Conquistadors de la Liberté avec deux épisodes de 46 planches dont seul un extrait de 30 pages sera publié dans Aventures de l'âge d'or. À cette époque, il quitte son emploi de mécanicien et commence à dessiner à plein temps. En 1984, il entre aux Éditions du Lombard où il dessine quelques séries dans le journal Tintin : Arnold le Rêveur avec Jean-Paul Thaulez, Le Jeune Renaudin avec les scénaristes Jean Dufaux et Mythic, Platon, Torloche et Coquinette à la suite de Renaud) avec Didgé, série qui compte 24 histoires courtes publiées en intégrale par La Vache qui médite en 2009. Parallèlement, il entame une collaboration avec Dupa sur la série Cubitus, qui se poursuit pendant la réalisation d'environ 450 strips. Pendant une douzaine d’années, il réalise 9 albums « coquins » ainsi qu'il apporte sa contribution à 23 recueils collectifs également « coquins » pour Joker Éditions. Il dessine sur un scénario d'André-Paul Duchâteau l'adaptation en bande dessinée de l'œuvre de Sir Conan Doyle Sherlock Holmes ainsi 2 albums chez Lefranc sont publiés (1995-1998). En mai 2000, Di Sano sort un recueil de gags et son carnet de croquis, tous deux aux éditions Point Image.

### Avec François Walthéry
Pour le même éditeur, Di Sano dessine avec François Walthéry et Mythic, le second tome de Johanna, une Femme dans la Peau, en 2001. Deux autres tomes sortent en 2002 et 2005. puis il devient décoriste des aventures de la série Natacha. Pour Vents d’Ouest, il signera deux albums de la collection des Guides en BD (2006-2007). En 2007, pour les Éditions Jungle Kids, il transpose en bandes dessinées les aventures de Fred et Jamy, les animateurs de l'émission de télévision C'est pas sorcier (2 albums, 2007-2008). En 2009, Bruno Di Sano célèbre ses 25 ans de « métier » et officialise sa reprise pour Le Lombard de Rubine, série d’aventures policières imaginées par Mythic avec la complicité de François Walthéry.
Entre 2009 et 2011, il dessine à la suite de l'intérim assuré par Boyan sur les tomes 9 et 10 après le départ de Dragan de Lazare sous la supervision de François Walthéry les tomes 11 et 13 de Rubine. Parallèlement, il se fait scénariste de la série Sortilèges, une bande dessinée érotico-comique qui compte trois tomes publiés chez BD Fly (2011-2018).
En 2014, il dessine encore une fois sous la supervision de François Walthéry un nouveau diptyque, cette fois plus proche de Natacha, intitulé L'Aviatrice, centré sur les aventures d'une pilote française, Nora, et de son mécano Théo, lancés dans le raid aérien Paris-Saïgon-Shangaï dont le scénario est assuré par Étienne Borgers dont la prépublication se fait dans L'Immanquable des no 40 à 42 en 2014 (2 albums, Paquet, 2014-2016). Il rend hommage à Percevan de Luguy en 2019.
En avril 2021, Rubine fait son grand retour dans Serial lover aux éditions du Tiroir. La même année, il est victime des grandes inondations de la Wallonie par la crue de la Vesdre et perd ainsi nombre de ses originaux, il participe aussi à un collectif Lovely Wheels chez C.M. Éditions.

## Œuvres

### Albums de bande dessinée

#### Séries
- 20. Natacha 20 : Atoll 66[34], Marsu Productions, Monaco, 2007
Scénario : Guy d'Artet - Dessin : Di Sano, François Walthéry - Couleurs : Cerise -  (ISBN 978-2-354-26007-1)

#### One shots
- L'Île de Cassiopée[5], Michel Deligne, coll. « 16/24 », Bruxelles, 1981
Scénario : Roland Delaite - Dessin : Bruno Di Sano - Couleurs : noir et blanc

### Para-BD
À l'occasion, Bruno Di Sano réalise nombre de portfolios, ex-libris, posters, cartes, plaques, puzzles, étiquettes de vin. Il réalise également des affiches pour des festivals de bande dessinée.

### Collections publiques
3 œuvres de cet artiste sont conservées au Centre belge de la bande dessinée et font partie du patrimoine mobilier de la région Bruxelles-Capitale.

## Distinctions
- 1995 :  prix avenir décerné par la Chambre belge des experts en bande dessinée[47] pour Aux innocents les mains pleines, ex aequo avec Sergio Salma ;
- 1997 :  prix Sloane[48] érotique décerné au festival de Cagnes-sur-Mer ;
- 2009 :  Tchantchès d'or à Liège décerné par le festival BD de Belle-Île en Liège qui récompense un auteur de bande dessinée de la région de Liège pour l'ensemble de sa carrière[49] ;
- 2018 :  prix pour l'ensemble de sa carrière au Festival de bande dessinée de Knokke-Heist (nl) à Knokke-Heist[50].

#### Livres
: document utilisé comme source pour la rédaction de cet article.
- Jean-Louis Lechat, Un demi-siècle d’aventures t. 2 : 1970 - 1996, Bruxelles, Le Lombard, 5 décembre 1996, 224 p., ill. ; 31 cm (ISBN 280361233X, OCLC 37995939, BNF 37539082, présentation en ligne), p. 115, 129, 133. .
- Jean Pirotte (dir.) et Luc Courtois, Du régional à l'universel. : L'imaginaire wallon dans la bande dessinée., Louvain-la-Neuve, Fondation wallonne Pierre-Marie et Jean-François Humblet, 1999, 310 p. (ISBN 978-2-9600072-3-7 et 2960007239, OCLC 1075833932), p. 220 lire sur Google Livres.
- Jacques Fiérain, « Di Sano, Bruno », dans La BD dans les provinces de Liège, Namur et Luxembourg, Charleroi, Éd. l'Âge d'or, 2004, 112 p., ill. ; 31 cm (ISBN 9782960019698, OCLC 470388297, présentation en ligne), p. 33.
- Patrick Gaumer, « Di Sano, Bruno », dans Dictionnaire mondial de la BD, Paris, Larousse, 2010, 953 p., ill. ; 27 cm (ISBN 978-2-0358-4331-9 et 2-0358-4331-6, OCLC 920924930, présentation en ligne), p. 260-261. .
- Philippe Mellot, Michel Denni, Laurent Turpin et Isabelle Morzadec, Trésors de la bande dessinée : BDM 2021-2022 - Catalogue encyclopédique et Argus, Paris, Les Arènes, novembre 2020, 22e éd., 1700 p., ill. ; 23 cm (ISBN 9791037502582, OCLC 1240308146, présentation en ligne), p. 48, 71, 97, 280, 383, 398, 461, 552, 629, 783, 928, 957, 983, 1025, 1257, 1258. .

#### Périodiques
- Louis Cance, « Bibliographie Di Sano », Hop !, Aurillac, AEMEGBD, no 98,‎ 1er juin 2003 (ISSN 0768-9357).

#### Articles
- Nicolas Anspach, « Di Sano reprend Rubine », ActuaBD,‎ 3 avril 2008 (lire en ligne, consulté le 18 septembre 2022)
- Jean Jour, « Vingt-cinq années dans la BD », La Libre Belgique,‎ 3 avril 2010 (lire en ligne, consulté le 18 septembre 2022)
- Bruno Di Sano (interviewé par Nicolas Anspach), « Bruno Di Sano ("Rubine") : « Dans notre métier, il faut parfois prendre des chemins de traverse pour atteindre son but » », ActuaBD,‎ 2 mai 2011 (lire en ligne, consulté le 18 septembre 2022)
- Charles-Louis Detournay, « Rubine fait son retour dans "Serial lover" », ActuaBD,‎ 16 avril 2021 (lire en ligne, consulté le 22 juin 2022).
- Bruno Di Sano (interviewé par Caroline Prévost), « À Brionne le week-end du 29 au 30 juin | Festival de la BD : Rencontre ave le Belge Bruno di Sano : "Je voulais juste dessiner mes p'tits Mickeys" », L'Éveil normand,‎ 12 juin 2024, p. 33.

### Émissions de télévision
- Rubine, la séduisante flic rousse est de retour sur Qu4tre Liège Média, intervenants : Bruno Di Sano et Mythic, présentation : Françoise Bonivert, réalisation : Jeff Gysebergt, Léon Gaspari (2 min 42 s), 10 avril 2021.

### Vidéographie
- [vidéo] « Di Sano interview "Liège, terre de BD", festival international de la BD de Liège, 24e édition (2017) », sur YouTube
- [vidéo] « Temploux 22 ... Gilles Mezzomo et Bruno Di Sano », sur YouTube, 21 août 2022